# Platja de Cala Moros
La platja de Cala Moros és una platja natural del municipi del Perelló (Baix Ebre), situada entre la Punta de l'Àliga i el Cap Roig, al sud-oest de la platja de l'Àliga. Està rodejada de roquissars vermellosos. Està dividida per unes roques en dos sectors, de 27 i 21 metres de longitud, respectivament, i 6 metres d'amplada mitjana, formada per còdols. S'hi accedeix a peu pel camí de ronda, que coincideix amb el sender GR-92, i en automòbil.